# Norma del supremo
En análisis matemático, la norma del supremo (o también conocida como la norma uniforme) asigna a funciones acotadas de valores complejos {\displaystyle f:S\rightarrow \mathbb {C} } número no negativo  
{\displaystyle \|f\|_{\infty }:=\|f\|_{\infty ,S}:=\sup \left\{\,\left|f(x)\right|,\,\,x\in S\,\right\}}
(de una forma análoga podemos definir la norma del supremo para funciones a valores reales {\displaystyle f:S\rightarrow \mathbb {R} } ).
Esta norma es también llamada como la norma de Chebyshev, la norma infinito, la norma sup, o también, cuando el supremo es de hecho un máximo, en tal caso pasa a llamarse la norma del máximo. Uno de sus tantos nombres, la "norma uniforme" proviene del hecho de que la sucesión  {\displaystyle (f_{n})_{n\in \mathbb {N} }} converge a {\displaystyle f} bajo la norma uniforme si y solo si {\displaystyle f_{n}} converge a {\displaystyle f} uniformemente.
El matemático Pafnuty Chebyshev fue el primero en estudiar esta norma de manera sistemática (de ahí el nombre de "norma de Chebyshev").

## Definición
Sea {\displaystyle S} un conjunto cualquiera, definimos el conjunto de las funciones acotadas en {\displaystyle S}, es decir
{\displaystyle C(S):=\left\{f:S\rightarrow \mathbb {C} ,\,\,{\text{ existe }}M\geq 0{\text{ tal que }}|f(x)|\leq M\,\,\forall x\in S\right\}},
en otras ocasiones este conjunto suele escribirse como {\displaystyle C_{b}(S)} (la letra {\displaystyle b} viene por la palabra bounded en inglés que significa acotada), o también en otros casos {\displaystyle \ell ^{\infty }(S)} o  también {\displaystyle \ell _{b}^{\infty }(S)} (se usa este término en casos que la topología de {\displaystyle S} tenga una forma específica). No es difícil ver que mediante las operaciones puntuales el conjunto {\displaystyle C(S)} se transforma en un espacio vectorial.
Si definimos la función {\displaystyle \Vert \cdot \Vert _{\infty }:C(S)\rightarrow [0,+\infty )} de la forma
{\displaystyle \|f\|_{\infty }:=\|f\|_{\infty ,S}:=\sup \left\{\,\left|f(x)\right|,\,\,x\in S\,\right\}}
tenemos que el par {\displaystyle \left(C(S),\Vert \cdot \Vert _{\infty }\right)} se transforma en un espacio vectorial normado, es decir, {\displaystyle \Vert \cdot \Vert _{\infty }} es una norma. Finalmente a esta función la llamamos como la norma del supremo.

### Norma del supremo para funciones no acotadas
Observe que si la condición de ser acotada es retirada, entonces puede existir {\displaystyle \varphi \in C(S)} tal que {\displaystyle \Vert \varphi \Vert _{\infty }=+\infty } . Por lo tanto en este caso la función {\displaystyle \Vert \cdot \Vert _{\infty }} deja de ser una norma, sin embargo es posible definir una topología de todas formas en el espacio {\displaystyle C(S)} y
{\displaystyle \Vert \cdot \Vert _{\infty }} pasa a ser una métrica extendida.
No es difícil encontrar ejemplos en que {\displaystyle \Vert \varphi \Vert _{\infty }=+\infty }. Si consideramos {\displaystyle S:=(0,1)} entonces definiendo la función {\displaystyle \varphi :S\rightarrow \mathbb {C} } dada por
{\displaystyle \varphi (x):={\frac {1}{x}}}, para todo {\displaystyle x\in S=(0,1)}
satisface lo que necesitamos.

## Ejemplos

El perímetro del cuadrado es el conjunto de puntos en tal que la norma del supremo es igual a una constante positiva. Por ejemplo, los puntos, y se encuentran en el perímetro de un cuadrado y pertenecen al conjunto de vectores cuya norma del supremo es igual a.

### Caso Real y Complejo
Si consideramos al conjunto {\displaystyle S} como un conjunto finito, por ejemplo si  {\displaystyle S:=\{1,2,\dots ,n\}} , entonces no es difícil notar que {\displaystyle C(S)=\mathbb {C} ^{n}} (de una manera análoga podemos construir {\displaystyle \mathbb {R} ^{n}}) y en este caso podemos notar que la norma del supremo toma la forma de la famosa norma del máximo en {\displaystyle \mathbb {C} ^{n}} (o análogamente en {\displaystyle \mathbb {R} ^{n}}), esto  es
{\displaystyle \|x\|_{\infty }:=\max \left(\left|x_{1}\right|,\ldots ,\left|x_{n}\right|\right)=\Vert x\Vert _{\text{max}}}.

## ¿Por qué el subíndice infinito?
Sea {\displaystyle \lambda } la medida de Lebesgue en {\displaystyle \mathbb {R} ^{n}}, entonces definimos la norma p (o también conocida como la p-norma)
{\displaystyle \|f\|_{p}:=\left(\int _{\mathbb {R} ^{n}}\left|f\right|^{p}\,d\lambda \right)^{1/p}}, 
para toda función {\displaystyle f:\mathbb {R} ^{n}\rightarrow \mathbb {C} ^{n}} tal que {\displaystyle f} sea {\displaystyle \lambda }-medible (observe que este valor puede ser infinito).
Finalmente, si {\displaystyle f:S\rightarrow \mathbb {C} } es acotada y existe {\displaystyle q} tal que {\displaystyle \Vert f\Vert _{q}} sea finito entonces se tiene que
{\displaystyle \lim _{p\rightarrow \infty }\|f\|_{p}=\|f\|_{\infty }}.
Este resultado es generalizable para funciones de tipo {\displaystyle f:D\rightarrow \mathbb {C} ^{n}} donde {\displaystyle D} es un espacio de medida de medida {\displaystyle \mu } y {\displaystyle f} es una función {\displaystyle \mu }-medible.